# Sürpriz
I Sürpriz (in tedesco: sorpresa) sono stati un gruppo musicale tedesco formato nel 1999 e attivo fino al 2002, composto da sei membri di origine turca: Cihan Özden, Deniz Filizmen, Yasemin Akkar, Filiz Zeyno, Savaş Uçar e Bülent Ural.

## Carriera
I Sürpriz si sono formati nel 1999 all'alba della competizione Countdown Grand Prix, il processo di selezione tedesco per la ricerca del rappresentante nazionale all'Eurovision Song Contest 1999. Si sono presentati con la canzone Reise nach Jerusalem, composta dai veterani del contest Ralph Siegel e Bernd Meinunger. Al Countdown Grand Prix, che si è svolto il 12 marzo a Brema, hanno sfidato altre dieci canzoni e si sono classificati secondi ricevendo il 16,1% dei televoti, meno della metà della vincitrice Corinna May, che con la sua Hör den Kindern einfach zu ha convinto il 32,6% del pubblico tedesco. Tuttavia, Corinna May è stata squalificata non appena è emerso che la sua canzone era già stata registrata da un altro artista e pubblicata due anni prima, andando contro a due delle regole fondamentali dell'Eurovision; in questo caso, i Sürpriz sono diventati di diritto i rappresentanti tedeschi al contest del 1999, seppur non dopo delle controversie: la loro canzone è infatti risultata troppo simile a Wo geht die Reise hin?, una composizione del 1984 dello stesso Ralph Siegel registrata dagli Harmony Four. Una commissione di esperti dell'Unione europea di radiodiffusione ha infine stabilito che fra le due canzoni c'erano differenze sufficienti da non renderle una la copia dell'altra, e pertanto ai Sürpriz è stato concesso di partecipare al festival senza dover apportare modifiche al loro pezzo.
Alla finale dell'Eurovision, che si è tenuta il 29 maggio a Gerusalemme, i Sürpriz si sono guadagnati il podio ottenendo il 3º posto su 23 partecipanti con 140 punti totalizzati. Hanno ricevuto punti da 19 Paesi, e hanno vinto il televoto in Polonia, Portogallo, Paesi Bassi e Israele; hanno inoltre vinto il voto della giuria della Turchia, dove non è stato possibile svolgere il televoto. Per l'occasione, Reise nach Jerusalem è stata cantata in un mix di tedesco, turco, ebraico e inglese.
Il positivo riscontro all'Eurovision non è riuscito a tramutarsi in successo commerciale per i Sürpriz, e Reise nach Jerusalem non è entrata nella top 100 dei singoli più venduti in Germania.
Il gruppo si è sciolto ufficialmente nel 2002.

## Discografia

### Singoli
- 1999 - Reise nach Jerusalem